# Owen Edwards (krasobruslař)
Owen Edwards (* 21. července 1987) je velšský krasobruslař. Narodil se ve Wrexhamu v severním Walesu. S krasobruslením začal v roce 1995. Jeho partnerkou je Angličanka Louise Walden. V říjnu 2008 se účastnili memoriálu Karla Schäfera, kde se umístili na osmém místě. V roce 2011 se účastnili mistrovství světa v krasobruslení a o rok později mistrovství Evropy v krasobruslení.